# Road to Indy

Logo du Road to Indy

Le Mazda Road to Indy est un groupe de formules de promotions lancé, en 2010, par l'Indy Racing League LLC, qui a pour but de former des jeunes pilotes pour la catégorie-reine, l'IndyCar Series. 

## Concept
Dans le cadre de ce programme, les différentes formules concourent sur les trois différents types de circuits fréquentés par l'IndyCar Series : les circuits ovales, les circuits routiers et les circuits urbains. 
De plus, toutes les formules participent au célèbre week-end de l'Indianapolis 500 : les IndyCars et les Indy Lights roulent sur le fameux Indianapolis Motor Speedway, tandis que les classes inférieures, évoluent au Lucas Oil Raceway at Indianapolis pour le Night Before the 500.
Les pilotes et les écuries champions reçoivent une aide financière importante pour accéder à l'échelon suivant du Road to Indy,. 
Le 9 décembre 2010, Mazda devient le sponsor-titre du programme et le donateur des récompenses financières pour les champions des différentes formules, afin qu'ils puissent passer à l'échelon supérieur et avancer dans leur carrière,
Un cinquième championnat voit le jour en 2022 avec la création du USF Juniors (en). Il est destiné aux pilotes issus du karting et commençant leur carrière en monoplace. Il est aussi crée dans un objectif de concurrencer le championnat des États-Unis de Formule 4. 
En 2023, le championnat Indy Lights change de nom pour devenir le Indy NXT et le Indy Pro 2000 Championship devient le USF Pro 2000 Championship. 
Les cinq séries du Road to Indy (du plus haut au plus bas rang) :
1. IndyCar Series
2. Indy NXT, (anciennement "Indy Lights" jusqu'à la fin 2022)
3. USF Pro 2000 Championship, (anciennement "Pro Mazda" jusqu'à la fin 2018 et "Indy Pro 2000" jusqu'à la fin 2022)
4. US F2000 National Championship
5. USF Juniors, (crée en 2022)

Les différentes voitures utilisées
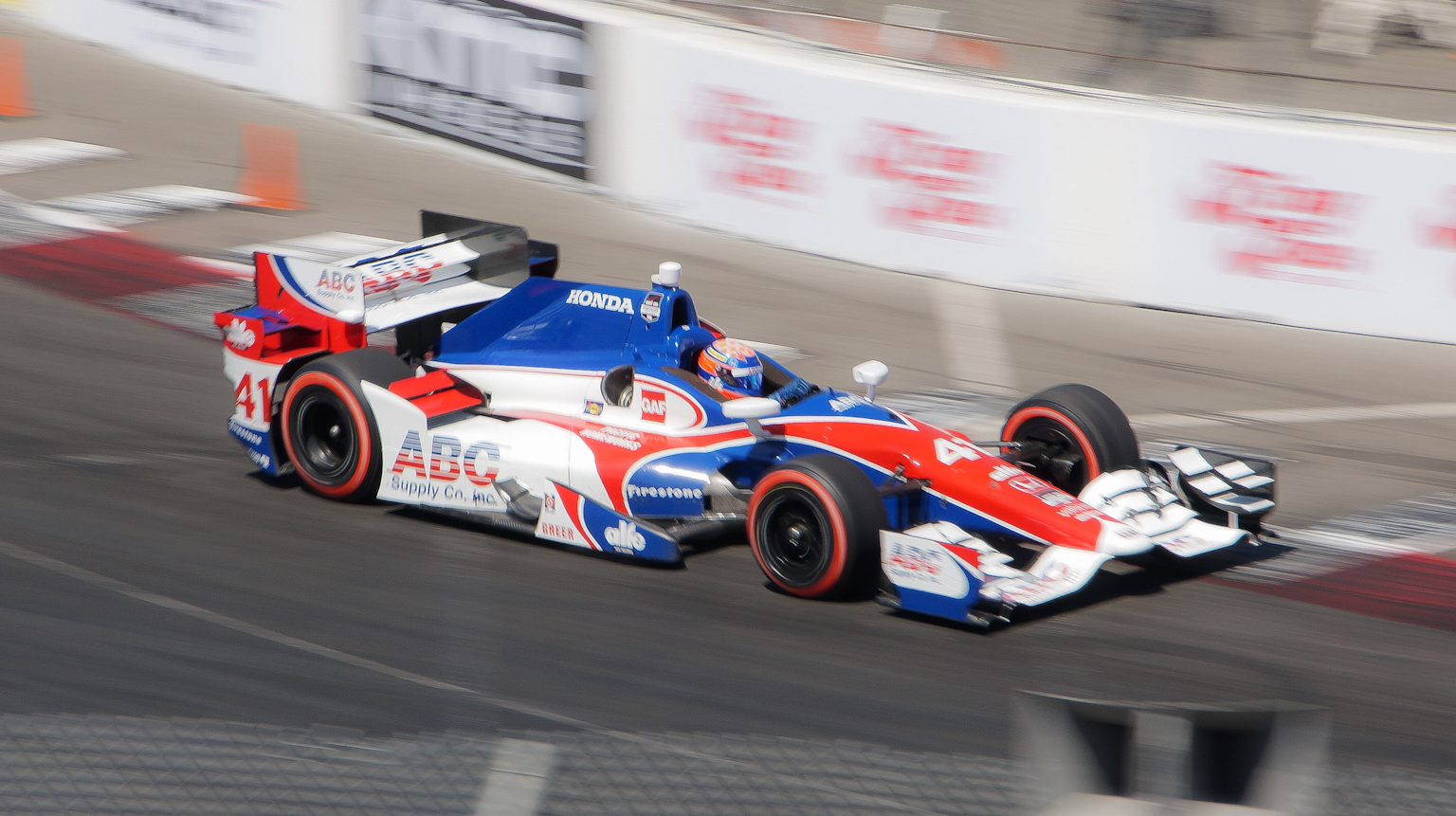
Une monoplace d'IndyCar.
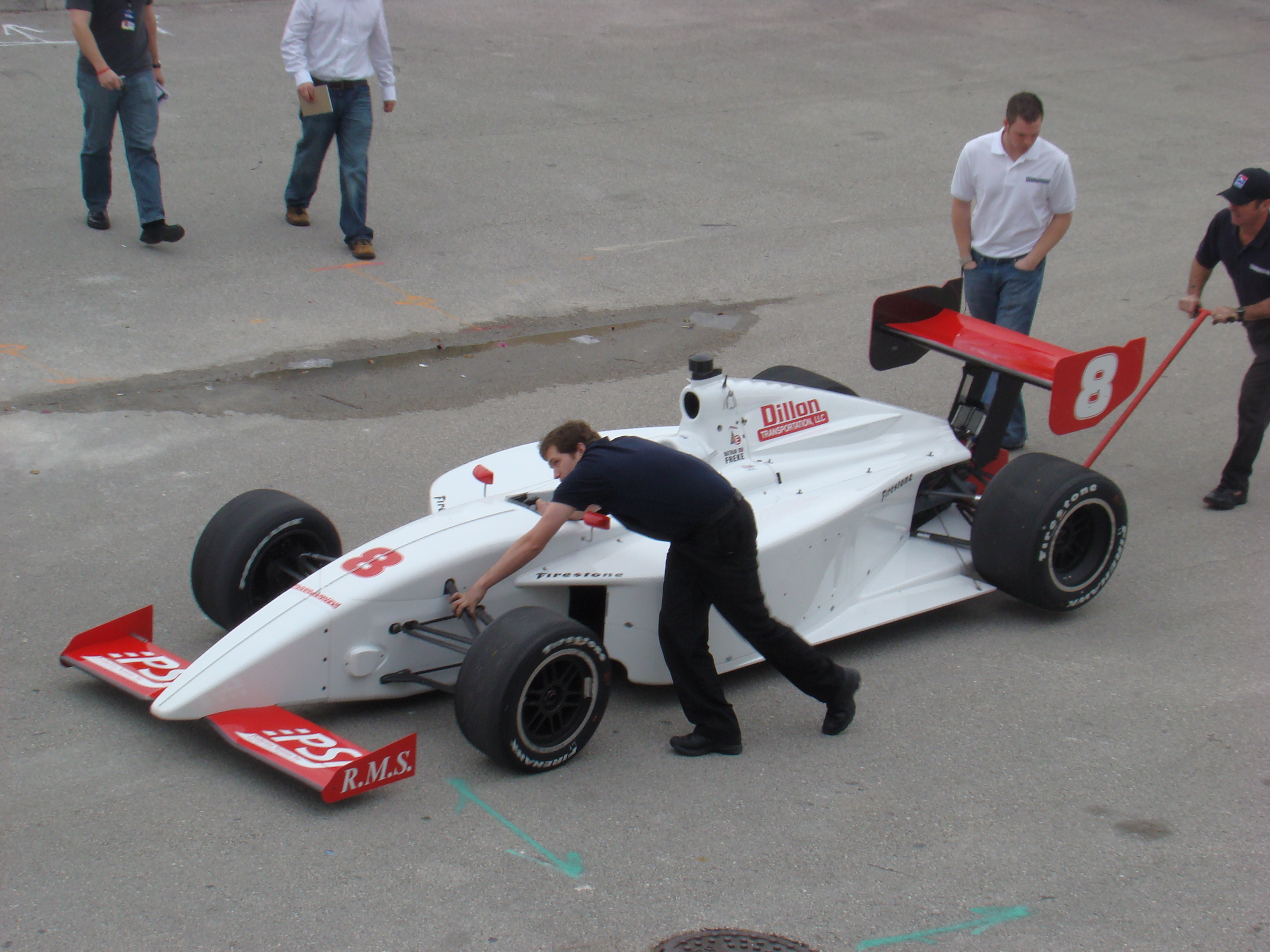
Une monoplace d'Indy NXT.
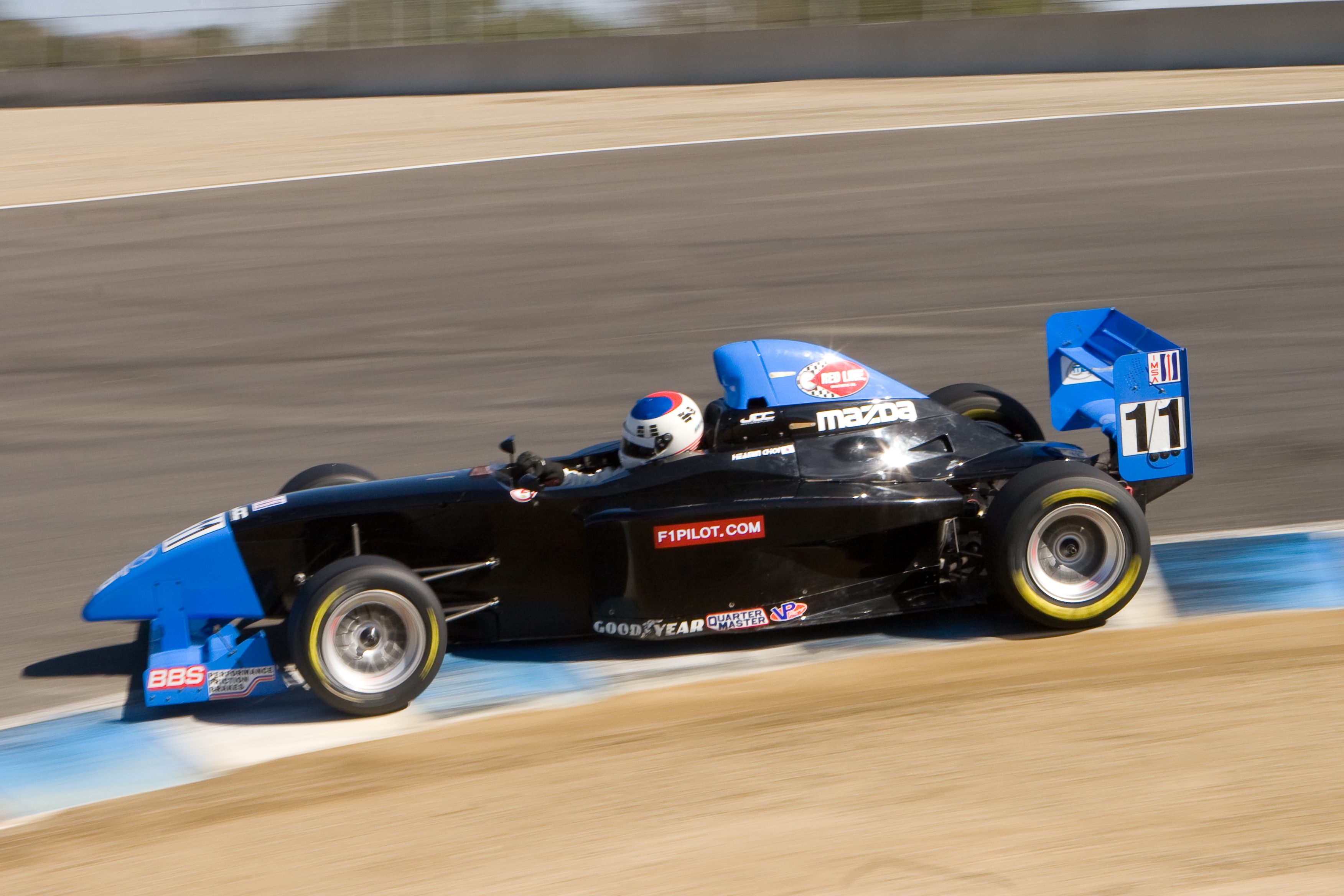
Une monoplace d'USF Pro 2000.
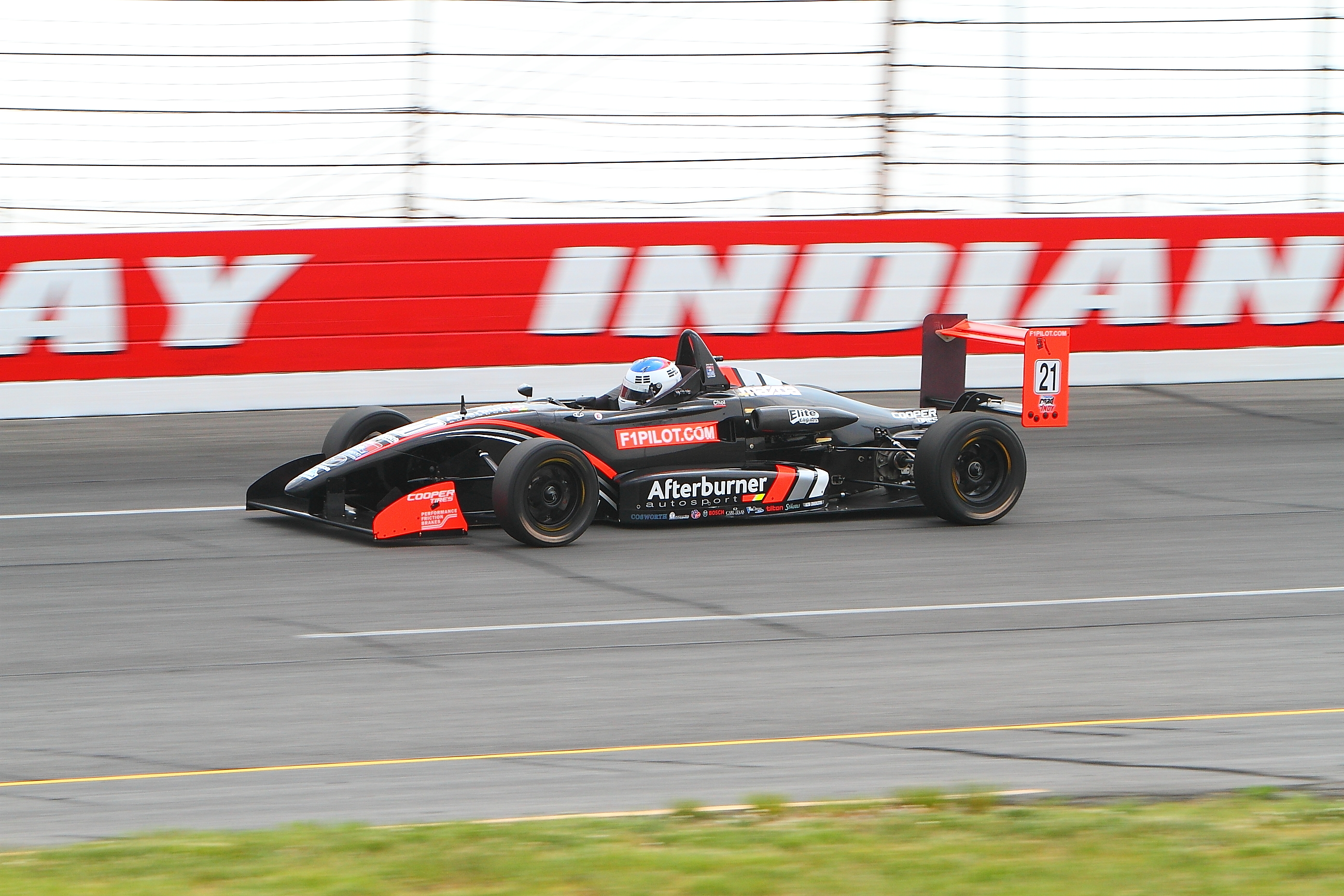
Une monoplace d'US F2000.

## Palmarès
| IndyCar Series | IndyCar Series   | Indy Lights | Indy Lights         | Star Mazda    | Star Mazda          | US F2000 | US F2000            | USF Juniors                      | USF Juniors                      |
| -------------- | ---------------- | ----------- | ------------------- | ------------- | ------------------- | -------- | ------------------- | -------------------------------- | -------------------------------- |
| 2010           | Dario Franchitti | 2010        | Jean-Karl Vernay    | 2010          | Conor Daly          | 2010     | Sage Karam          | Épreuve inexistante à cette date | Épreuve inexistante à cette date |
| 2011           | Dario Franchitti | 2011        | Josef Newgarden     | 2011          | Tristan Vautier     | 2011     | Petri Suvanto       | Épreuve inexistante à cette date | Épreuve inexistante à cette date |
| 2012           | Ryan Hunter-Reay | 2012        | Tristan Vautier     | 2012          | Jack Hawksworth     | 2012     | Matthew Brabham     | Épreuve inexistante à cette date | Épreuve inexistante à cette date |
| IndyCar Series | IndyCar Series   | Indy Lights | Indy Lights         | Pro Mazda     | Pro Mazda           | US F2000 | US F2000            | Épreuve inexistante à cette date | Épreuve inexistante à cette date |
| 2013           | Scott Dixon      | 2013        | Sage Karam          | 2013          | Matthew Brabham     | 2013     | Scott Hargrove      | Épreuve inexistante à cette date | Épreuve inexistante à cette date |
| 2014           | Will Power       | 2014        | Gabby Chaves        | 2014          | Spencer Pigot       | 2014     | Florian Latorre     | Épreuve inexistante à cette date | Épreuve inexistante à cette date |
| 2015           | Scott Dixon      | 2015        | Spencer Pigot       | 2015          | Santiago Urrutia    | 2015     | Nicolas Jamin       | Épreuve inexistante à cette date | Épreuve inexistante à cette date |
| 2016           | Simon Pagenaud   | 2016        | Ed Jones            | 2016          | Aaron Telitz        | 2016     | Anthony Martin      | Épreuve inexistante à cette date | Épreuve inexistante à cette date |
| 2017           | Josef Newgarden  | 2017        | Kyle Kaiser         | 2017          | Victor Franzoni     | 2017     | Oliver Askew        | Épreuve inexistante à cette date | Épreuve inexistante à cette date |
| 2018           | Scott Dixon      | 2018        | Patricio O'Ward     | 2018          | Rinus VeeKay        | 2018     | Kyle Kirkwood       | Épreuve inexistante à cette date | Épreuve inexistante à cette date |
| IndyCar Series | IndyCar Series   | Indy Lights | Indy Lights         | Indy Pro 2000 | Indy Pro 2000       | US F2000 | US F2000            | Épreuve inexistante à cette date | Épreuve inexistante à cette date |
| 2019           | Josef Newgarden  | 2019        | Oliver Askew        | 2019          | Kyle Kirkwood       | 2019     | Braden Eves         | Épreuve inexistante à cette date | Épreuve inexistante à cette date |
| 2020           | Scott Dixon      | 2020        | Saison annulée      | 2020          | Sting Ray Robb      | 2020     | Christian Rasmussen | Épreuve inexistante à cette date | Épreuve inexistante à cette date |
| 2021           | Álex Palou       | 2021        | Kyle Kirkwood       | 2021          | Christian Rasmussen | 2021     | Kiko Porto          | Épreuve inexistante à cette date | Épreuve inexistante à cette date |
| 2022           | Will Power       | 2022        | Linus Lundqvist     | 2022          | Louis Foster        | 2022     | Michael d'Orlando   | 2022                             | Mac Clark                        |
| IndyCar Series | IndyCar Series   | Indy NXT    | Indy NXT            | USF Pro 2000  | USF Pro 2000        | US F2000 | US F2000            | USF Juniors                      | USF Juniors                      |
| 2023           | Álex Palou       | 2023        | Christian Rasmussen | 2023          | Myles Rowe          | 2023     | Simon Sikes (en)    | 2023                             | Nicolas Giaffone (en)            |
| 2024           | Álex Palou       | 2024        | Louis Foster        | 2024          | Lochie Hughes       | 2024     | Max Garcia (en)     | 2024                             | Max Taylor (en)                  |